# ألكسندر كوفالينكو
ألكسندر كوفالينكو (الروسية: Коваленко, Александр Игоревич) هو لاعب كرة قدم روسي، ولد في 8 أغسطس 2003.

## وصلات خارجية
- ألكسندر كوفالينكو على موقع قاعدة بيانات كرة القدم.إي يو (الإنجليزية)
- ألكسندر كوفالينكو على موقع Soccerway.com (الإنجليزية)
- ألكسندر كوفالينكو على موقع عالم كرة القدم.نت (الإنجليزية)